# 山武姥山貝塚
山武姥山貝塚（さんぶうばやまかいづか）は、千葉県山武郡横芝光町姥山にある縄文時代中期から晩期にかけての貝塚で、縄文晩期の姥山式（姥山I、II、III、IV式）土器の標式遺跡である。市川市の姥山貝塚と区別するため、「山武姥山貝塚」と呼ばれる。
座標: 北緯35度40分08.4秒 東経140度26分39.9秒 / 北緯35.669000度 東経140.444417度

## 概要
台地上に形成された貝塚であり、直径約120メートルの範囲に8箇所の貝層クラスタが谷頭に面して形成された点列環状貝塚と環状貝塚との中間と位置付けられ、縄文時代中期から晩期にかけ、今から5,000年前に始まり2,500年前迄続いた村であったと推定されている。点在する貝塚が全体で馬蹄形をなしているが、時期によって貝塚の位置が移動し、最終末になると貝塚はほとんどなくなっている。貝は、チョウセンハマグリ、ダンベイキサゴ、ヤマトシジミ、ウミニナ、バイ、シオフキを主体とする半鹹半淡の貝塚である。
1956年（昭和31年）以来、6回にわたる発掘調査が行われ、数多くの遺物が発見された。

## 周辺
周辺には、中台貝塚、鴻ノ巣貝塚、木戸場貝塚、牛熊貝塚など多くの貝塚があり、東側に縄文時代の丸木舟が多数発見されていることで知られた水系である栗山川と、南側にそのラグーンであったと推定される坂田池がある（丸木舟の出土例は栗山川の若干上流の多古町および匝瑳市に多い）。また、北側には表情豊かな人物埴輪が出土したことで有名な芝山古墳群（殿塚・姫塚）がある。